# Léandre Nicolas
Léandre Nicolas, né le 25 octobre 1844 à Laines-aux-Bois (Aube) et mort le 11 août 1915 à Laines-aux-Bois, est un homme politique français.

## Biographie
Viticulteur, il est un artisan de la reconstitution du vignoble de l'Aube. Conseiller général, il est député de l'Aube de 1906 à 1914, inscrit au groupe socialiste.